# Ziekte van Tangier
De ziekte van Tangier is een zeer zeldzame erfelijke aandoening die gekenmerkt wordt door een sterk verlaagde waarde van het "high-density-lipoproteïne" (HDL, ook wel "goede cholesterol" genoemd) in de bloedsomloop. Over de gehele wereld lijden slechts 50 personen aan de ziekte. De aandoening is vernoemd naar de plaats Tangier in de Amerikaanse staat Virginia waar de ziekte ontdekt is.

## Diagnose
HDL worden gevormd wanneer apolipoproteïne A1 (apoA1) samenklit met cholesterol en fosfolipiden. Het cholesterol en de fosfolipiden stammen uit de cellen (intracellulaire oorsprong) en worden door het ABCA1-transporteiwit buiten de cellen gebracht. Bij mensen met de ziekte van Tangier is deze ABCA1-transporter defect waardoor cholesterol niet meer uit de cellen kan getransporteerd worden. Dit leidt tot de stapeling van cholesterol in verscheidene weefsels. Een verminderde waarde van HDL in het bloed wordt ook wel hypoalfalipoproteïnemie genoemd.
Mensen met de aandoening hebben slechts licht verhoogde vetwaardes in het bloed (milde hypertriglyceridemie) en stoornissen in de zenuwfunctie (neuropathie). De tonsillen zijn eveneens aangedaan; ze hebben een gele of oranje kleur en zijn extreem vergroot. Daarnaast komt binnen de patiëntenpopulatie atherosclerose voor op jonge leeftijd. Andere tekenen van de ziekte zijn een vergrote milt (splenomegalie), een vergrote lever (hepatomegalie) en vroegtijdig hart- en vaatlijden.

## Genetica
Mutaties van het chromosoom 9q31 leiden tot een defecte ABCA1-transporter. Deze mutaties hinderen ABCA1 in het cholesterol- en fosfolipidetransport uit de cellen naar het bloed, waar ze opgepikt worden door ApoA1. Daardoor circuleert minder HDL, wat een risicofactor is voor hart en bloedvaten door het dichtslibben van de coronairarteriën. Daarnaast kan de cholesterolstapeling in de cellen toxisch zijn, wat en een verminderde celfunctie en celdood kan veroorzaken.
De aandoening wordt volgens een autosomaal recessief patroon overgeërfd. Dit wil zeggen dat beide allelen aangedaan moeten zijn, vooraleer de ziekte zich manifesteert. Dragers van de ziekte (met een normaal allel en een afwijkend allel) vertonen de ziekte niet.